# 나무가
나무가(Namuga Co. Ltd.)는 대한민국의 카메라 모듈과 3D 센싱 모듈기업이다. 본사는 경기도 성남시 분당구 대왕판교로 670(유스페이스2)에 위치해 있으며 대표이사는 이동호이다. 확장현실(XR)을 위한 스마트폰 3D센싱 모듈을 납품한다

## 상장
2015년 11월 12일에 공모가 37,000원에 상장하였다.

## 같이 보기
- 확장현실

## 참고문헌
1. ↑  김준형, 나무가, 주가 급등...애플•삼성 XR기기 출시에 3D센싱 모듈' 기대, 빅데이터뉴스, 2024-01-31
2. ↑  김경택, NH證 "나무가, XR용 3D 센싱 모듈 납품 긍정적", 뉴시스, 2024.01.23